# ジェームズ・フィグ
ジェームズ・フィグ（James Figg、1684年 - 1734年12月7日）は、イギリスの初代ベアナックル・ボクシング王者。オックスフォードシャー出身。レスリングや剣術や棒術の達人でもあった。ジャック・デンプシーはフィグのことを近代ボクシングの父と呼んだ。

## 歴史
フィグは1723年頃からベアナックル・ボクシングを始める。1719年から1730年まで初代ベアナックル・ボクシング王者として君臨したが、その多くの試合はベアナックル・ボクシングだけでなく、レスリング、剣術、棒術でも行われた。生涯戦績は270戦269勝1敗だったとされており、唯一敗れた相手のネド・サットンにも、その後2度勝って引退に追い込んでいる。1719年に「武器とセルフディフェンスの学校」を開いて、剣術、棒術、ベアナックル・ボクシングを教えた（1743年に閉鎖）。1992年に国際ボクシング名誉の殿堂博物館の殿堂入りしている。